# Латимеры
Латимеры (англ. House of Latimer) — английский дворянский род, известный с XII века. Во второй половине XII века разделился на 2 ветви: Латимеров из Корби и Латимеров из Брейбрука. Представители рода имели владения в Йоркшире, Линкольншире, Нортгемптоншире и Бедфордшире.

## История
Согласно старым изысканиям, первым представителем рода был землевладелец по имени Ренок, сын Мейррика, который занимался переводами между англичанами и валлийцами, из-за чего и получил фамилию Латимер. Первым достоверно известным представителем рода был Уильям Латимер, живший во время правления Ричарда I Львиное Сердце. Он заплатил 100 шиллингов за судебное разбирательство с Джеффри де Валонем, который завладел частью его парка в поместье Биллиндж в Йоркшире.
Следующим известным представителем рода был Уильям Латимер (умер в 1268), землевладелец в Йоркшире и Линкольншире, живший во время правления Генриха III. Он был шерифом Йоркшира в 1254—1260 и 1266—1267 годах и исчитором земель к северу от Трента в 1258—1265 годах. Во время второй баронской войны Уильям держал сторону короля. У него было 2 сына, которых он женил на наследницах Уолтера Ледета, владевшего поместьями в Нортгемптоншире и Бедфордшире. Кроме того, сёстры были наследницами юстициария Генри Брейбрукского.

## Латимеры из Корби
Родоначальником этой ветви был Уильям Латимер (умер в 1304), старший из сыновей шерифа Уильяма. Он стал основным наследником владений Уильяма Ледета, женившись на старшей из его дочерей, Алисе, получив в качестве приданого поместье Корби и другие владения в Нортгемптоншире и Бедфордшире. Он участвовал в походах Эдуарда I в Уэльс и в войнах с Шотландией, а в 1299 году был вызван королём в английский парламент как 1-й барон Латимер из Корби. Последним представителем ветви был Уильям Латимер, 4-й барон Латимер из Корби (1330—1381), который был одним из богатейших людей Англии и в последние годы правления Эдуарда III фактически управлял королевским домашним хозяйством, пока в 1376 году его не был предъявлен импичмент Хорошим парламентом. Свою наследницу, Элизабет, Уильям выдал замуж за Джона Невилла, 3-го барона Невилла из Рэби, благодаря чему его владения и титул перешли к Невиллам.

## Латимеры из Брейбрука
Родоначальником этой ветви был Джон Латимер (умер до 1282 года), женившийся на Кристиане Ледет, получив в приданое поместье Брейбрук. Его сын Томас (около 1270 — 1334), который во время смерти отца был малолетним, в 1299 году был вызван в английский парламент как 1-й барон Латимер из Брейбрука. Последним представителем ветви был Эдвард Латимер, 6-й барон Латимер из Брейбрука, после смерти которого в 1411 году владения и титул перешли к его внучатому племяннику Джону Гриффину.